# آشوت هاروتیونیان (تاریخ‌نگار)
آشوت هوسپی هاروتیونیان (ارمنی: Աշոտ Հովսեփի Հարությունյան؛  زادهٔ ۳۱ دسامبر ۱۹۱۱ - درگذشته ۱۹۸۶) تاریخ‌نگار، فرد نظامی اهل ارمنستان بود.

## زندگی‌نامه
وی در ۳۱ دسامبر ۱۹۱۱ در آرتسوانیک به دنیا آمد و از دانشگاه دولتی علوم پرورشی خاچاطور آبوویان ارمنستان فارغ‌التحصیل گشت. همچنین برندهٔ جوایزی همچون روبان نشان جنگ میهنی (درجه دو), نشان پرچم سرخ کار و نشان ستاره سرخ شده‌است. وی در ۱۹۸۶ در سن ۷۵ سالگی در ایروان درگذشت.